# 레프트오버
《더 레프트오버즈》(영어: The Leftovers)는 2014년에서 2016년까지 방영한 텔레비전 드라마이다.
2011년 10월 14일 전 인류의 2%가 증발해버리는 'Sudden Departure' 사건이 벌어진 이후 남겨진 사람들의 이야기를 그리고 있다.